# Estación Rizhsky
La estación de Rizhsky (en ruso: Рижский вокзал, Rizhsky vokzal) o estación de Riga, es una estación de ferrocarril de Moscú, Rusia. Fue inaugurada en 1901 y debe su nombre a su ubicación en la zona Rizhskaya, al norte de la ciudad, y por ser la estación que alberga la línea ferroviaria a Riga. La estación fue inaugurada con el nombre de Vindavsky, que mantuvo hasta 1930, y desde ese año fue renombrada en tres ocasiones más: Mar Báltico (1931-1942), Rzhev (1943-1946) y Rizhsky, nombre que conserva actualmente. Además de la estación, el edificio es sede del Museo del Ferrocarril de Moscú.

## Historia
El edificio de la estación comenzó a construirse en 1897 y se terminó en 1901 para la construcción de la línea de ferrocarril Moscú-Vindavo-Rýbinsk (hoy, línea Moscú-Riga). El arquitecto fue Stanislav Brzhozovsky, autor de la estación de Vitebsky de San Petersburgo. La construcción de la estación se llevó a cabo bajo la supervisión de Yuliĭ Fëdorovich Diderikhs.

## Trenes y destinos

### Larga distancia
| N.º de tren | Nombre tren                              | Destino | Operado por        |
| ----------- | ---------------------------------------- | ------- | ------------------ |
| 001/002     | Latvia Express (let: Latvijas Expressis) | Riga    | Latvijas dzelzceļš |

### Otros destinos
| País  | Destino                           |
| ----- | --------------------------------- |
| Rusia | Velikie Luki, Volokolamsk, Sebezh |

### Destinos suburbanos
Los trenes suburbanos de cercanías (elektrichka) conectan la estación de Rizhsky con las localidades de Krasnogorsk, Nakhabino, Dedovsk, Istra y Volokolamsk.